# Filharmonia Pomorska im. Ignacego Jana Paderewskiego w Bydgoszczy

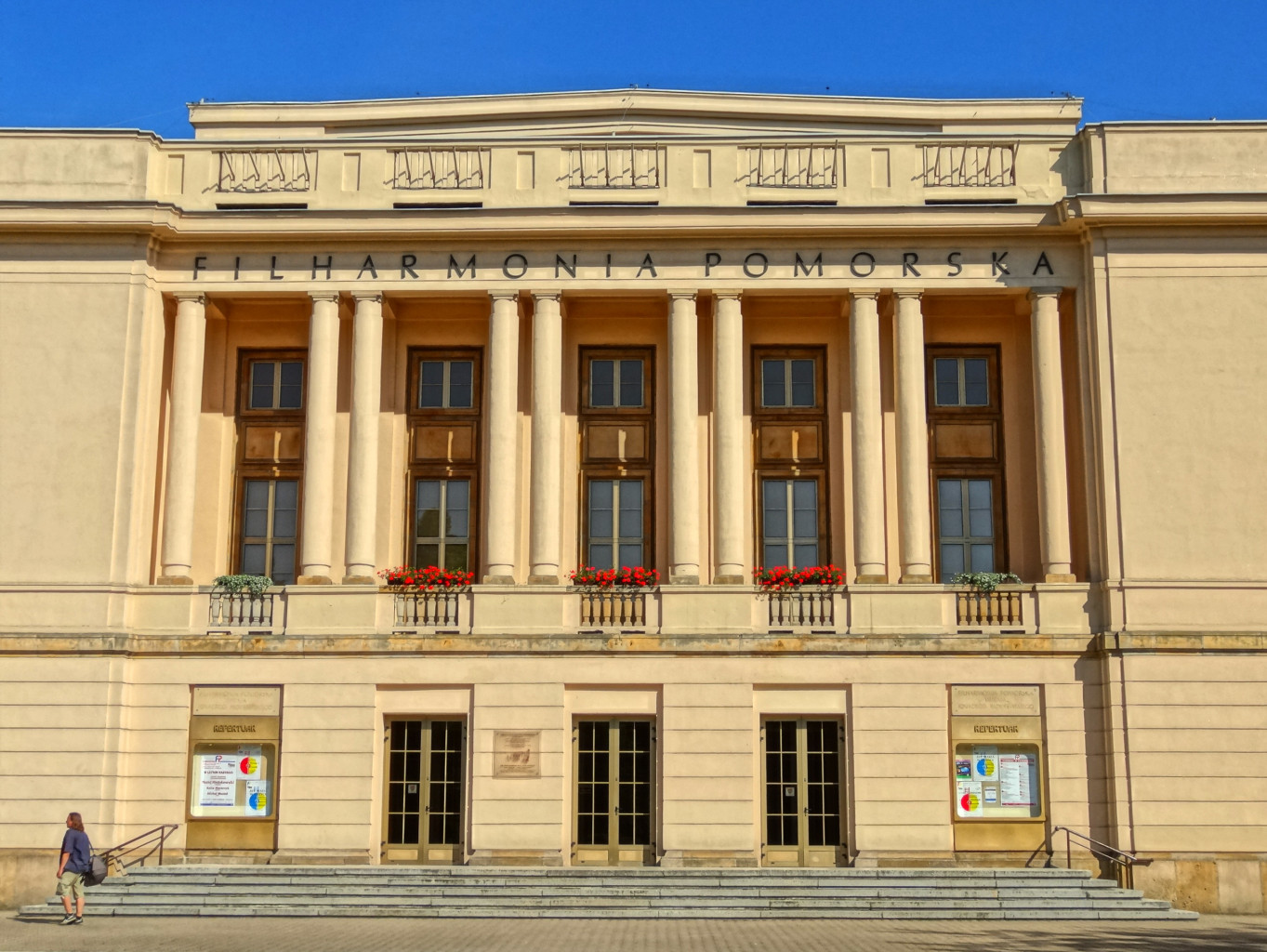
Front

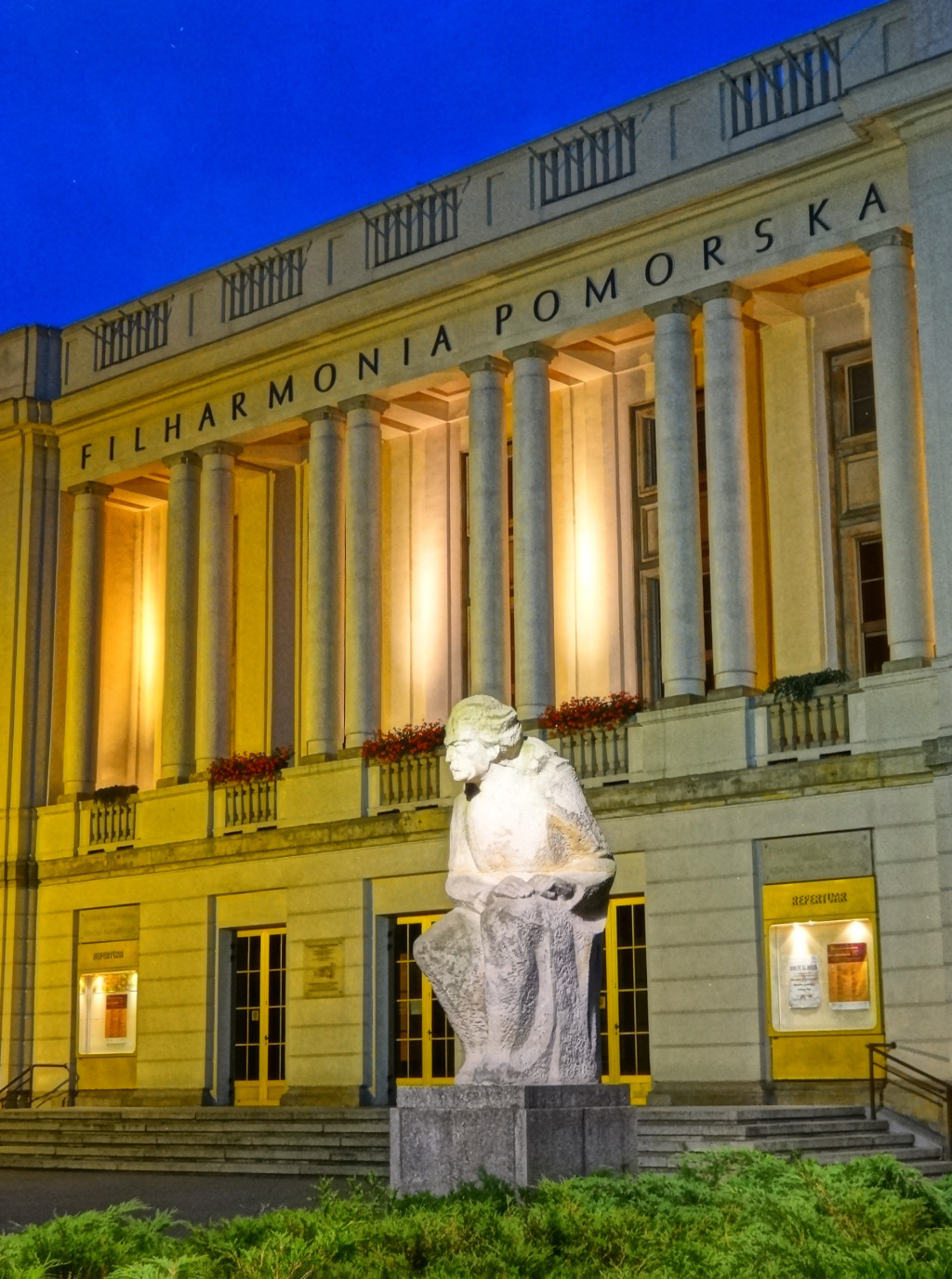
Posąg patrona Filharmonii przed frontem budynku

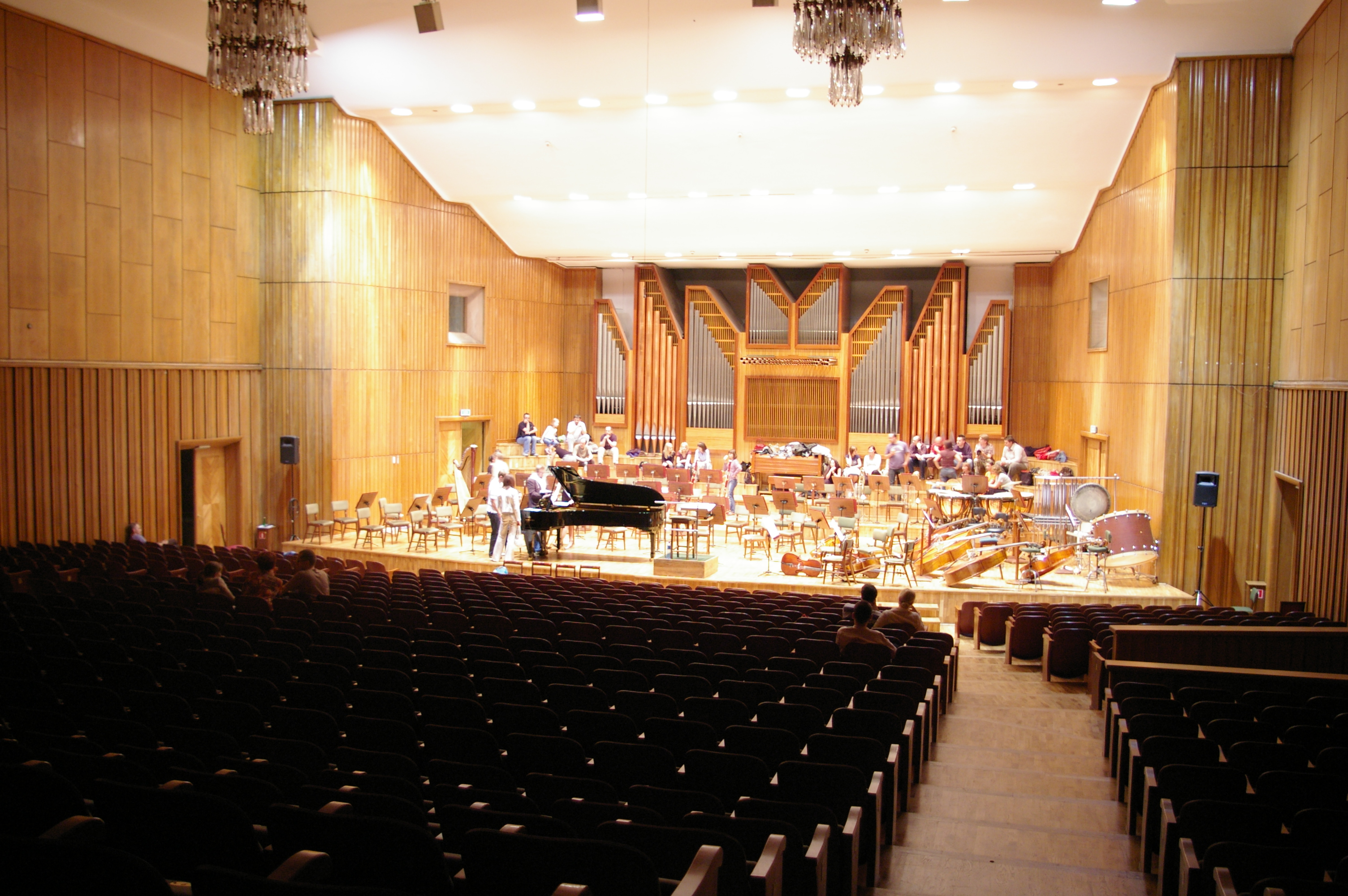
Sala koncertowa

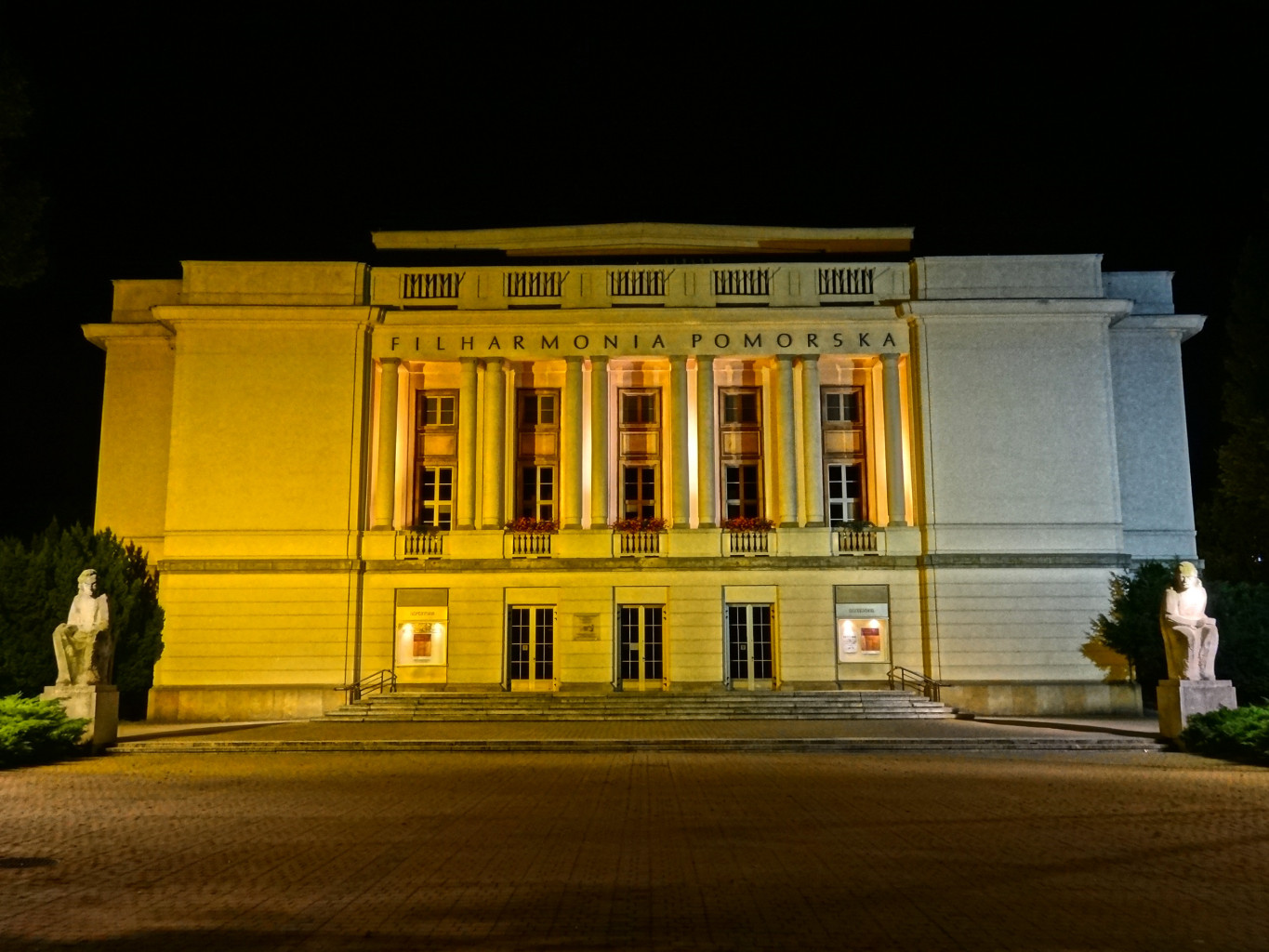
Filharmonia Pomorska nocą

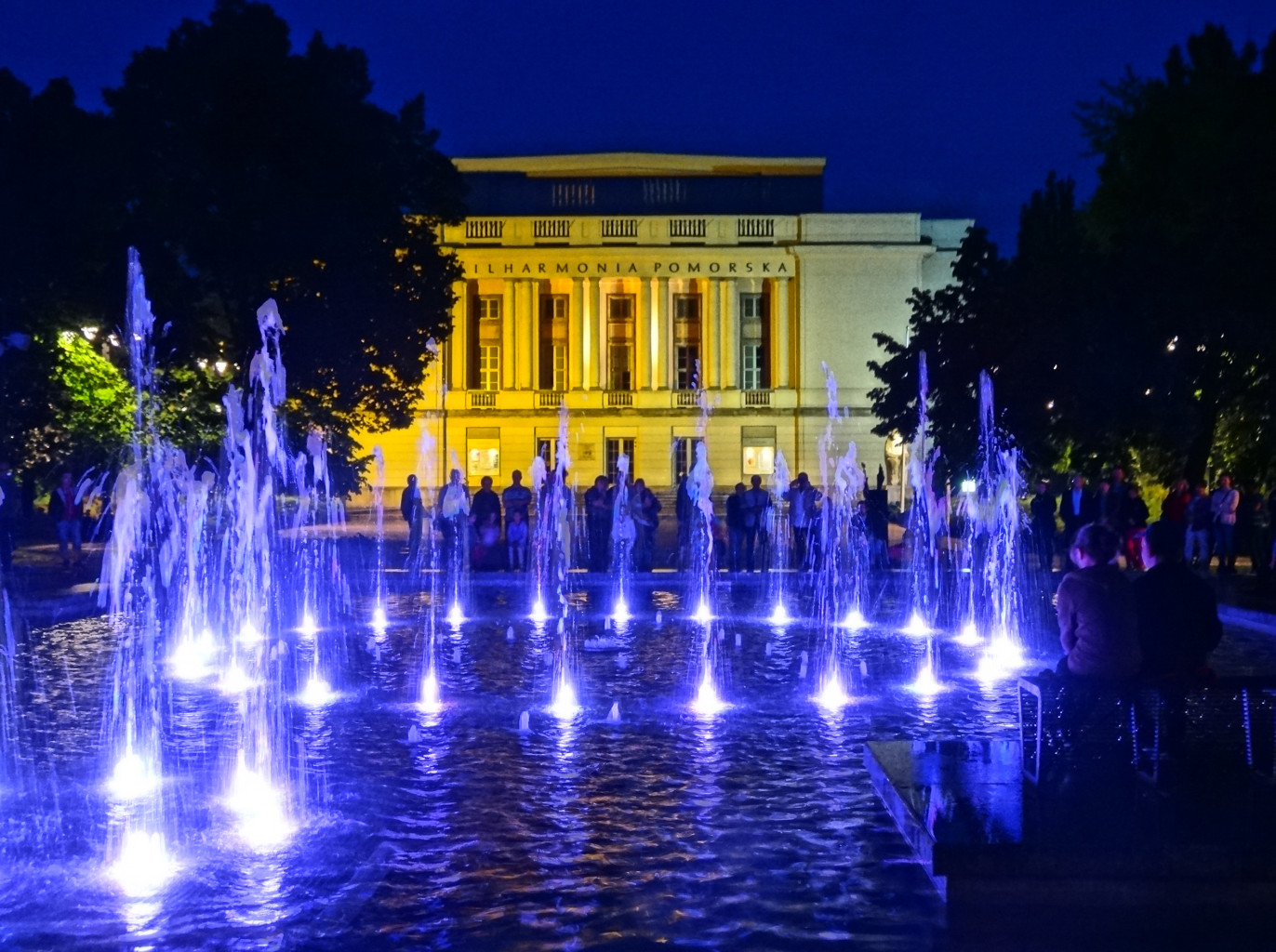
Bydgoska Fontanna Multimedialna w kształcie organów przed budynkiem Filharmonii

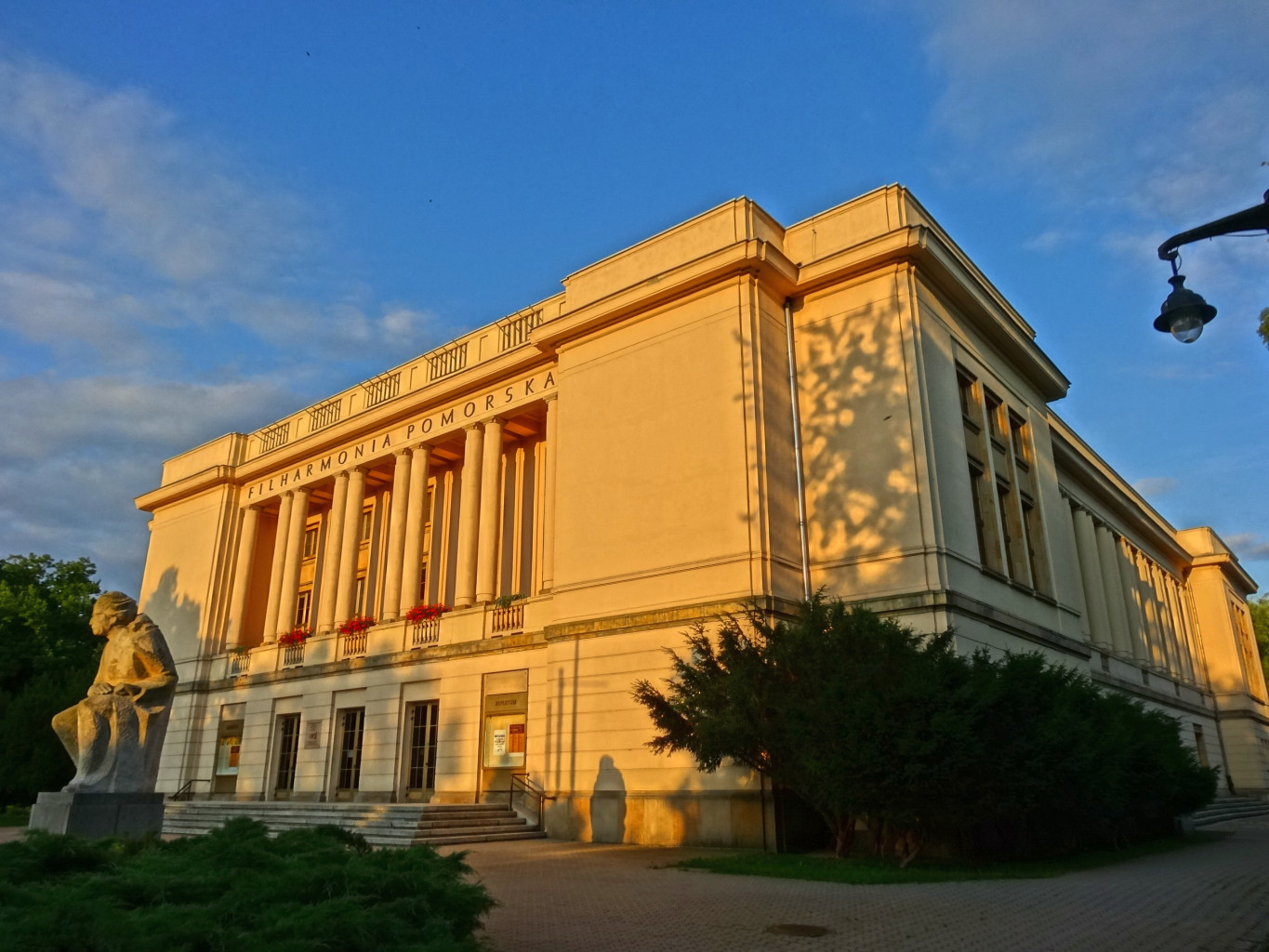
Widok od ul. Andrzeja Szwalbe

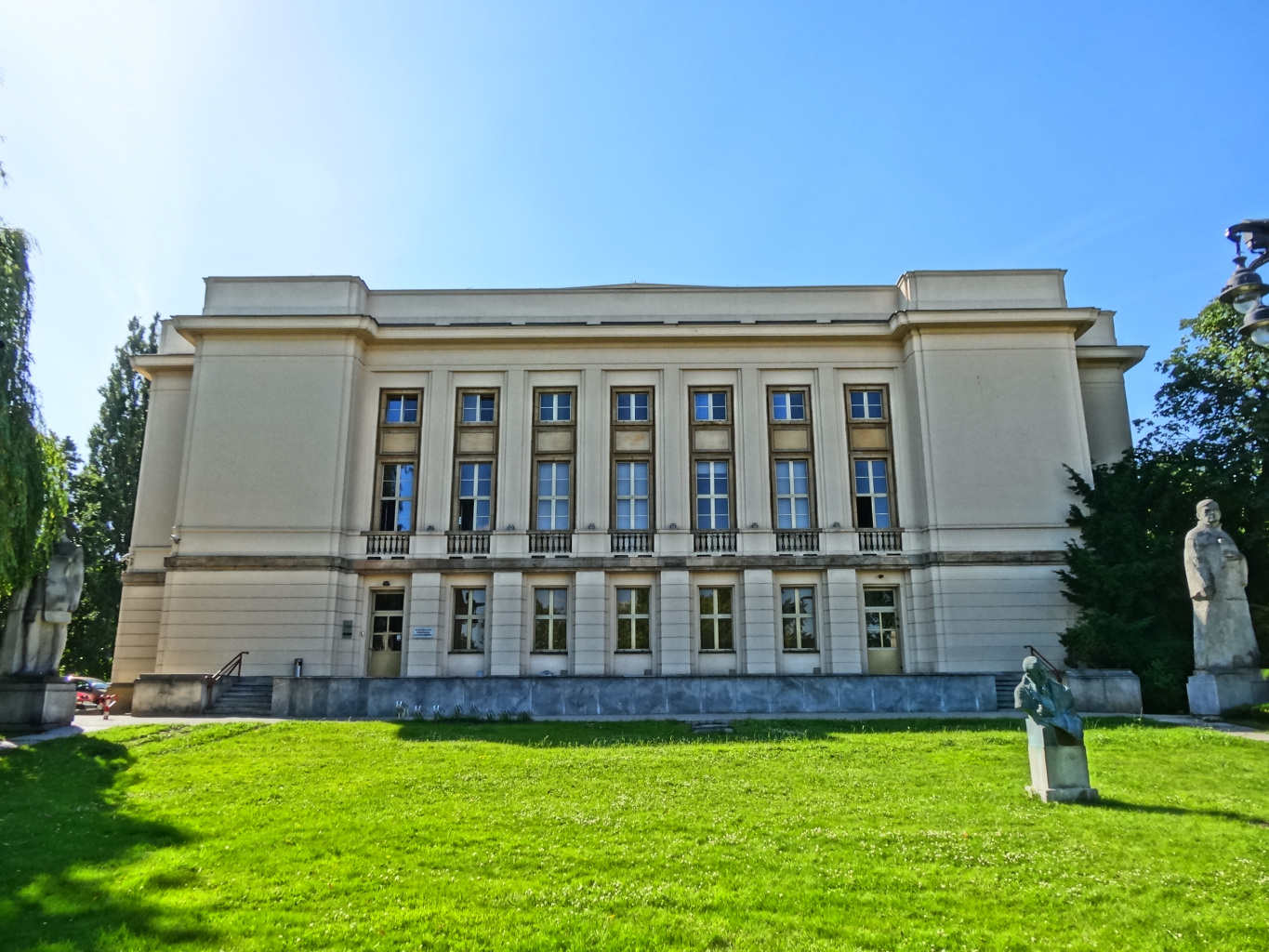
Elewacja wschodnia od ul. Staszica

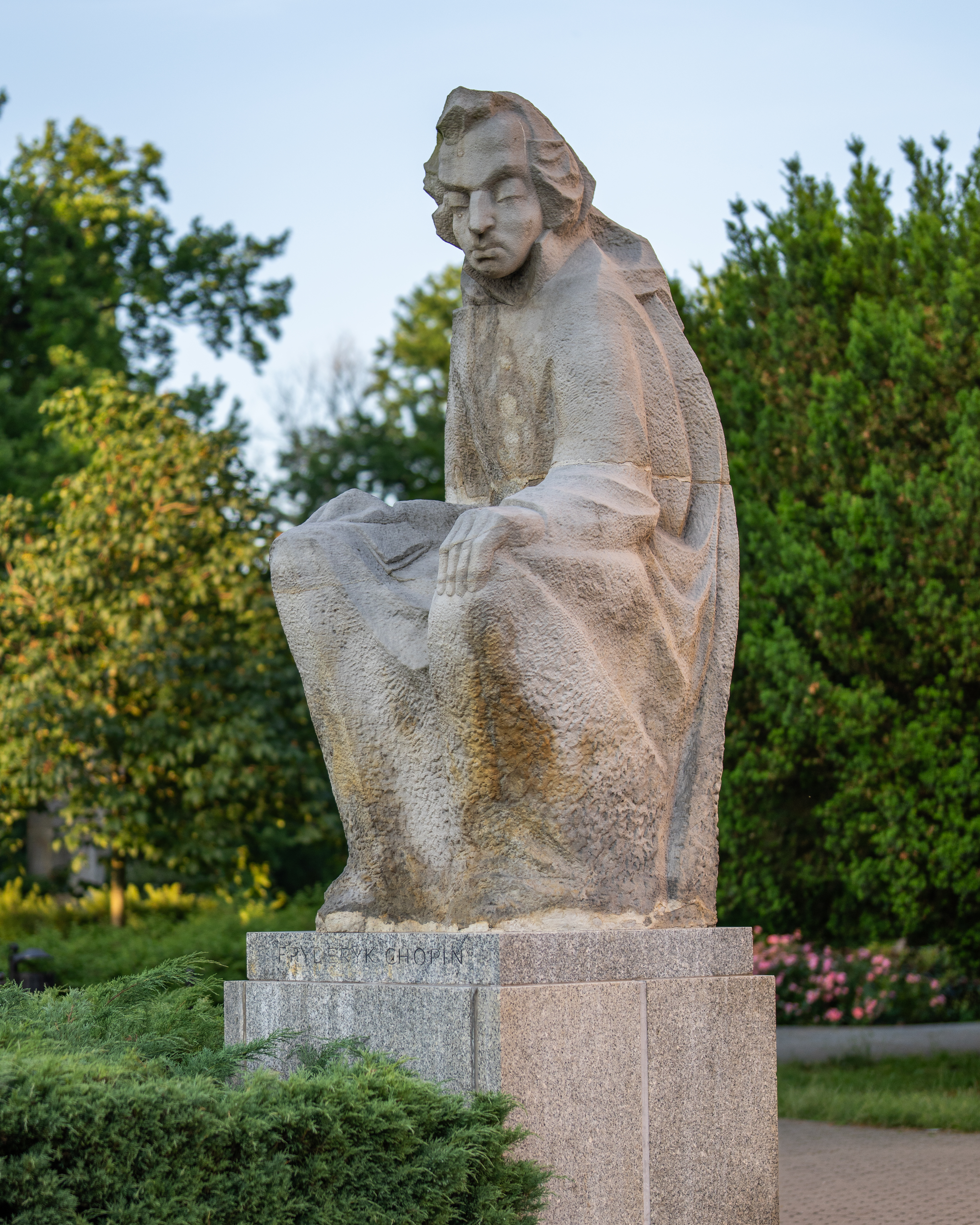
Posągi polskich kompozytorów w otoczeniu Filharmonii

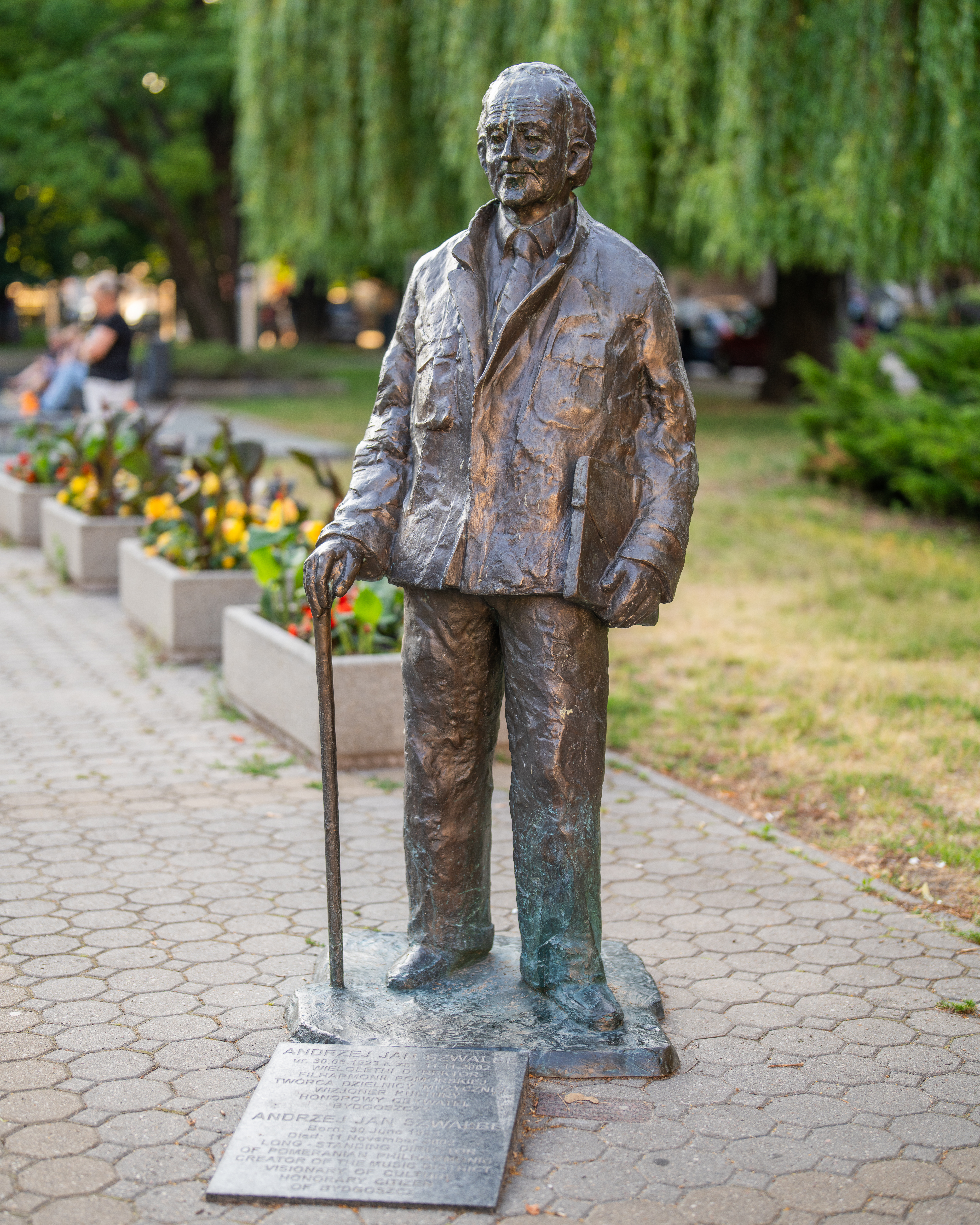
Posąg założyciela i długoletniego (1951–1991) dyrektora Filharmonii Pomorskiej Andrzeja Szwalbe

Państwowa Filharmonia Pomorska im. Ignacego Jana Paderewskiego – filharmonia w Bydgoszczy, istniejąca w obecnej siedzibie od 16 listopada 1958 roku. Pełni funkcję muzycznego centrum Bydgoszczy, a także galerii sztuki i ośrodka inspiracji naukowych.

## Lokalizacja
Siedziba Filharmonii Pomorskiej znajduje się we wschodniej części Śródmieścia Bydgoszczy, w centrum tzw. dzielnicy muzycznej, w otoczeniu parku im. Jana Kochanowskiego, szkół muzycznych i plenerowej galerii rzeźb kompozytorów i wirtuozów muzyki poważnej. 30 czerwca 2021 Rada Miasta Bydgoszczy nadała placowi przed Filharmonią imię Krzysztofa Pendereckiego. w ramach porządkowania otoczenia budynku w lipcu 2021 wyburzono modernistyczny budynek kwiaciarni z l. 60., zlokalizowany przy ul. Słowackiego.

## Charakterystyka
Filharmonia Pomorska to instytucja kulturalna, której organami wiodącymi są Ministerstwo Kultury i Dziedzictwa Narodowego oraz Samorząd Województwa Kujawsko-Pomorskiego. Realizowana działalność artystyczna to koncerty symfoniczne, kameralne oraz recitale wybitnych wirtuozów z całego świata. Na scenie organizowane są także koncerty solistów, zaproszonych zespołów filharmoników z Polski i z zagranicy, różnorodne koncerty jubileuszowe i okolicznościowe oraz sympozja i kongresy organizowane przez uniwersytety, firmy i banki. Repertuar obejmuje muzykę wszystkich epok, począwszy od dawnej po prawykonania dzieł współczesnych.
W słynnej z akustyki sali koncertowej Filharmonii Pomorskiej odbywają się również nagrania muzyki poważnej i współczesnej utrwalane na płytach kompaktowych.

### Dyrektorzy
- 1953-1991 – Andrzej Szwalbe
- 1991–2015 Eleonora Harendarska
- od 2015 – Maciej Puto

Jedną z ważniejszych osób w historii Filharmonii Pomorskiej był wieloletni dyrektor Andrzej Szwalbe, dzięki któremu Filharmonia powstała i stała się uznaną sceną w Europie.

### Statystyki
W 2010 r. Filharmonia Pomorska wystawiła we własnej sali 360 koncertów, które obejrzało 79,2 tys. widzów.

## Historia

### Miejska Orkiestra Symfoniczna
Początki Filharmonii Pomorskiej sięgają roku 1921, kiedy to w Toruniu powstało Pomorskie Towarzystwo Muzyczne oraz funkcjonujące od tegoż roku Konserwatorium Muzyczne (o uprawnieniach szkoły wyższej). Pod dyrekcją Piotra Perkowskiego – jednego z najwybitniejszych polskich kompozytorów międzywojennych – i kuratelą Alojzego Hermana 22 kwietnia 1936 roku powołano Orkiestrę Symfoniczną, a już w 1937 roku podjęto decyzję budowy nowego dla niej gmachu i wybrano na patrona niedawno zmarłego kompozytora Karola Szymanowskiego (który zresztą odwiedzał Pomorskie Towarzystwo Muzyczne). Wybuch II wojny światowej udaremnił jednak przystąpienie do rozpoczęcia budowy.
W Bydgoszczy natomiast w 1922 r. zawiązano Towarzystwo Muzyczne, jedną z jego sekcji była sekcja orkiestralna pod kierownictwem Zygmunta Urbanyi. Jednakże mimo usilnych starań, w latach 20. nie doszło do powstania zespołu symfonicznego. W 1924 r. powołano natomiast Pomorskie Towarzystwo Filharmoniczne, złożone ze środowisk muzycznych Bydgoszczy, Grudziądza i Torunia. Na 1925 rok planowano utworzenie Orkiestry Pomorskiego Towarzystwa Filharmonicznego o charakterze symfonicznym i operowym, złożonej z zawodowych muzyków. Inicjatywa ta nie powiodła się z powodu odmowy przyznania subwencji państwowych. W tej sytuacji gusty melomanów bydgoskich zadowalała agenda koncertowa Towarzystwa Muzycznego, która do 1930 r. organizowała systematycznie występy z udziałem wybitnych polskich i zagranicznych artystów, koncerty miejscowych orkiestr wojskowych, Bydgoskiego Konserwatorium Muzycznego pod dyrekcją Wilhelma von Winterfelda, a także orkiestr z innych miast, jak np. orkiestry Teatru Wielkiego w Poznaniu.
Postępująca mechanizacja muzyki (film dźwiękowy, radio) przyczyniła się do stopniowej likwidacji orkiestr i zespołów w kinach Bydgoszczy, co w konsekwencji wpłynęło na wzrost bezrobocia wśród muzyków. W styczniu 1936 r., dzięki społecznej inicjatywie muzyków, zawiązała się, na zasadzie dobrowolności – bydgoska orkiestra symfoniczna. Batutę dyrygencką powierzono wówczas kapelmistrzowi Teatru Miejskiego Karolowi Kuleckiemu, a po kilku tygodniach – dyrektorowi Bydgoskiego Konserwatorium Muzycznego Wilhelmowi von Winterfeldowi. Inauguracyjny koncert Miejskiej Orkiestry Symfonicznej odbył się w dniu 8 maja 1936 r. w sali „Strzelnicy” przy ul. Toruńskiej. Od następnego roku orkiestrą kierował profesor Miejskiego Konserwatorium Muzycznego w Bydgoszczy – dyrygent Alfons Rezler, zapewniając jej podstawy organizacyjne i fachowe oraz zasilając zespół profesorami konserwatorium, zdolnymi uczniami oraz instrumentalistami orkiestr wojskowych. W 1938 roku mecenat nad orkiestrą objęło Bydgoskie Towarzystwo Muzyczne, a władze samorządowe miasta udzielały zespołowi wydatnej pomocy. II wojna światowa i lata okupacji zniszczyły dorobek zespołu. Alfons Rezler poległ w kampanii wrześniowej, wielu muzyków zginęło, inni rozproszyli się po świecie.

### Pomorska Orkiestra Symfoniczna
Po II wojnie światowej dzieło rozpoczęte przez brata podjął skierowany tu z Lublina Arnold Rezler, który w lipcu 1945 r. zorganizował zespół, będący zalążkiem Orkiestry Symfonicznej Polskiego Radia w Bydgoszczy. Jego skład w dużej części tworzyli członkowie zlikwidowanej właśnie (wraz z przeniesieniem władz województwa z Torunia do Bydgoszczy) Orkiestry Symfonicznej, odrodzonej w Toruniu po wojennej przerwie. Obchody 600-lecia nadania praw miejskich Bydgoszczy (1946 rok), stały się okazją do reaktywacji Miejskiej Orkiestry Symfonicznej. Jej trzon stanowili muzycy Orkiestry Symfonicznej Bydgoskiej Rozgłośni Polskiego Radia. Miejska Orkiestra Symfoniczna, pod dyrekcją Arnolda Rezlera, wystąpiła po raz pierwszy 7 maja 1946 roku, z okazji otwarcia Pomorskiego Domu Sztuki. Jeszcze w 1946 r. orkiestrze przyznano stałą subwencję, a patronat nad nią objęło Bydgoskie Towarzystwo Muzyczne. Stanowisko dyrektora administracyjnego objął prof. Jerzy Jasieński, a kierownictwo artystyczne pozostało w rękach Arnolda Rezlera. W tym czasie zespół przyjął nazwę Pomorskiej Orkiestry Symfonicznej, gdyż stale rósł zasięg jego koncertowej działalności, obejmując całe województwo bydgoskie (Bydgoszcz, Toruń, Włocławek, Grudziądz, Inowrocław). W 1949 r. po rezygnacji ze stanowiska Arnolda Rezlera, odeszła wraz z nim do Orkiestry Radiowej część członków zespołu. Po uzupełnieniu składu orkiestra liczyła 51 muzyków, a jej kierownictwo sprawowali kolejno: Olgierd Straszyński, Edward Bury, Tadeusz Wilczak, Jerzy Procner i Roman Mackiewicz; dyrektorem był Mieczysław Tomaszewski. Działalność orkiestry była oparta na długoletnich planach repertuarowych, umożliwiających realizację wielkich przedsięwzięć programowych. Koncerty zespołu aż do 1958 roku odbywały się w Bydgoszczy na przemian w Pomorskim Domu Sztuki oraz w Teatrze Ziemi Pomorskiej.
W 1949 r. pojawiły się problemy finansowe z powodu nieregularnych dotacji Ministerstwa Kultury i Sztuki. W listopadzie 1950 roku entuzjasta muzyki, młody asystent UMK Andrzej Szwalbe zainicjował społeczny Komitet Przyjaciół Pomorskiej Orkiestry Symfonicznej, który w krótkim czasie zrzeszał 2 tys. członków. Podjęto składki społeczne i interwencje u władz centralnych i wojewódzkich, dzięki którym trudności finansowe zostały pokonane.

### Filharmonia Pomorska
Nowy rozdział w życiu muzycznym Bydgoszczy rozpoczął się we wrześniu 1951 roku w momencie powołania Andrzeja Szwalbe na stanowisko dyrektora Pomorskiej Orkiestry Symfonicznej. Nowy szef wraz z Towarzystwem Muzycznym podjął starania o upaństwowienie orkiestry, co zostało uwieńczone powodzeniem w grudniu 1952 roku.
Z dniem 1 stycznia 1953 r. Pomorską Orkiestrę Symfoniczną przekształcono w Państwową Filharmonię Pomorską w Bydgoszczy. Już w lutym 1953 r. podjęto starania o budowę nowego budynku-siedziby filharmonii z obszerną salą koncertową. Dzięki zabiegom Społecznego Komitetu Budowy Filharmonii, uzyskano decyzję budowy gmachu FP w planach inwestycyjnych regionu, a także państwowych. Obiekt zlokalizowano w miejscu kortów tenisowych przy ul. Słowackiego, a jedną z przesłanek do jego umiejscowienia w tym miejscu było przesłonięcie bazyliki św. Wincentego a’Paulo.
26 czerwca 1954 dokonano uroczystego wmurowania kamienia węgielnego w fundamenty gmachu filharmonii przy ul. Libelta 16. Budowę zakończono jesienią 1958 roku. Nowy gmach był obszerny, posiadał dogodną lokalizację, a przede wszystkim posiadał salę koncertową o rzadko spotykanych warunkach akustycznych. 16 listopada 1958 roku odbył się uroczysty koncert inaugurujący działalność w nowym budynku, kierowany przez Zbigniewa Chwedczuka i z udziałem m.in. Henryka Sztompki. Koncert ten był transmitowany przez Polskie Radio. W następnych dniach zorganizowano okolicznościowy Festiwal Muzyczny, którego koncerty odbywały się w Bydgoszczy, Toruniu i Włocławku. W tym samym czasie Filharmonii nadano imię Ignacego Jana Paderewskiego, którego brat przyrodni Józef Paderewski od 1926 r. do śmierci mieszkał i pracował w Bydgoszczy.
Następne lata, to okres wytężonej pracy całego zespołu nad ciągłym podnoszeniem poziomu artystycznego. W wykonywaniu dzieł wokalno-instrumentalnych brał udział, współpracujący z Filharmonią od 1949 roku, chór „Arion”. Dzięki dyrektorowi Andrzejowi Szwalbe, placówka przejawiała prężność organizacyjną. W 1961 roku odbyła się pierwsza impreza muzyczna o skali krajowej – I Ogólnopolski Konkurs Pianistyczny im. I.J. Paderewskiego. Dyrekcja wystąpiła z inicjatywą organizowania każdego roku Festiwalu Muzyki Polskiej. Odbywała się też cykliczna impreza „Warszawska Jesień w Bydgoskiej Miniaturze”.
Z każdym rokiem rosła ranga artystyczna i znaczenie filharmonii, nie tylko w kraju. Doskonała akustycznie sala koncertowa ściągała do Bydgoszczy najwybitniejszych artystów z różnych stron świata. Występowali w niej laureaci prestiżowych, światowych konkursów muzycznych m.in. Witold Małcużyński (1959), Artur Rubinstein (1960), Dawid i Igor Ojstrachowie (1961), Louise Pariker, Peter Pearce (1961), Benjamin Britten (1961), Swiatosław Richter (1963), Arthur Moreira Lima (1965), Bernard Ringeissen (1965), Ruggiero Ricci (1969), Garrick Ohlsson (1973), Rudolf Kerer (1975), Grigorij Żyslin (1977), Eugen Indjic, Wadim Brodski, Stanisław Bunin (1986), Halina Czerny-Stefańska, Maurizio Pollini, Wanda Wiłkomirska, Teresa Żylis-Gara, Piotr Paleczny, Krystian Zimerman, Krzysztof Jakowicz, Konstanty Andrzej Kulka, Kaja Danczowska, Dorothy Ellison, Wojciech Waleczek, George Byrd, Shlomo Mintz, Mischa Maisky, Kevin Kenner, Kurt Masur, Kazimierz Kord, Jerzy Maksymiuk, Antoni Wit. Dyrygowali m.in.: Leopold Stokowski (1960), Aram Chaczaturian (1962), Carlo Zecchi (1967), Emil Gilels (1967), Roberto Benzi (1970), Arvīds Jansons. W 1964 roku występował tu, nieznany jeszcze światu – Luciano Pavarotti. Koncertowały również znane orkiestry z wielu krajów świata, Nowego Jorku, Pekinu, Paryża, Berlina, Moskwy, ze wszystkich kontynentów.
W 1962 r. przy filharmonii powstał zespół muzyki dawnej pod nazwą Capella Bydgosiensis Pro Musica Antiqua. Zespół wykonywał utwory starych mistrzów, zdobywając uznanie fachowców i miłośników muzyki dawnej w Polsce i za granicą. W 1966 r. dyrektor filharmonii Andrzej Szwalbe wraz z Bydgoskim Towarzystwem Naukowym oraz kierownictwem Wydziału Muzykologii Uniwersytetu Warszawskiego zorganizował po raz pierwszy festiwal muzyki dawnej „Musica Antiqua Europae Orientalis” oraz towarzyszący im Kongres Naukowy muzykologów. Na tę imprezę organizowaną co trzy lata zjeżdżały do Bydgoszczy zespoły oraz muzykolodzy z kilku kontynentów, a impreza stała się wydarzeniem znanym w światowym życiu muzycznym. Jej trwałym dorobkiem są wydane dotychczas drukiem „Monumenta MAEO”. Oprócz tego Filharmonia Pomorska każdego roku była gospodarzem Festiwalu Muzyki Polskiej (1963−1967), przekształconego później w Bydgoski Festiwal Muzyczny. Z okazji wielu festiwali odbywały się tu prawykonania dzieł współczesnych polskich kompozytorów, niekiedy pisanych na zamówienie Filharmonii Pomorskiej
Duży wkład w rozwój filharmonii wniósł jej długoletni dyrektor, Honorowy Obywatel Bydgoszczy Andrzej Szwalbe, będący wybitnym animatorem kultury nie tylko muzycznej. Dzięki jego staraniom w otoczeniu gmachu filharmonii powstała dzielnica muzyczna, Akademia Muzyczna im. Feliksa Nowowiejskiego, galeria posągów kompozytorów i wirtuozów. Na skwerze przed filharmonią wykonano w latach 70. fontannę w kształcie organów. Foyer filharmonii ozdobiono kolekcją gobelinów. We wnętrzach urządzono kolekcję portretów i popiersi wybitnych kompozytorów oraz wystawę zabytkowych fortepianów, w tym eksponaty z bydgoskiej Fabryki Pianin i Fortepianów Brunona Sommerfelda (1905-1945), a także bogato wyposażoną bibliotekę i fonotekę. W latach 80. XX w. kolekcję fortepianów umieszczono w XVIII-wiecznym pałacu Mostowskich w Ostromecku. Planowano urządzenie w tym miejscu ośrodka, gdzie odbywałyby się recitale, koncerty kameralne, a także kursy interpretacyjne dla młodych pianistów.
W latach 70. i 80. filharmonia gościła wybitnych artystów głównie podczas festiwali muzycznych: MAEO i BFM. Począwszy od 1983 r. gościło w jej murach coraz więcej artystów z Europy Zachodniej, USA i Japonii. Po 1990 r. nadal utrzymywano kontakt z artystami ze Wschodu i Zachodu, lecz do ich sprowadzania konieczna była pomoc finansowa sponsorów.
W 2018 r. Filharmonia świętowała 60-lat swej siedziby. Punktem kulminacyjnym Jubileuszu był koncert w dniu 16 listopada 2018 z programem historycznym oraz wydanie monografii pt. „NARÓD SOBIE. 60 lat gmachu Filharmonii Pomorskiej w Bydgoszczy”. W tym roku oddano także do użytku melomanów windę.
Jednym z ostatnich przedsięwzięć Filharmonii Pomorskiej jest realizacja w latach 2017–2019 projektu pn. Zakup sprzętu i wyposażenia dla Filharmonii Pomorskiej im. Ignacego Jana Paderewskiego w Bydgoszczy współfinansowanego przez Unię Europejską ze środków Programu Operacyjnego Infrastruktura i Środowisko 2014-2020 w ramach VIII Osi Priorytetowej Ochrona dziedzictwa kulturowego i rozwój zasobów kultury Działanie 8.1 Ochrona dziedzictwa kulturowego i rozwój zasobów kultury Zakup sprzętu i wyposażenia dla Filharmonii Pomorskiej im. Ignacego Jana Paderewskiego w Bydgoszczy. Zakres projektu objął zakup niemal wszystkich orkiestrowych instrumentów muzycznych oraz oświetlenia i nagłośnienia estradowego.
W listopadzie 2019 r. ogłoszono konkurs na opracowanie koncepcji architektoniczno-urbanistycznej remontu i rozbudowy budynku filharmonii. Wśród założeń wstępnych wymieniono m.in. remont kapitalny sali koncertowej, rozbudowę foyer w celu lepszej ekspozycji zbiorów malarstwa, rzeźby i gobelinów; poprawę warunków socjalnych na zapleczu oraz komfortu melomanów, budowę sali kameralnej na 350 osób, zaplecza gastronomicznego oraz parkingu podziemnego. Wyniki konkursu ogłoszono 29 maja 2020, zwycięską koncepcję opracowała Pracownia Kozień Architekci z Krakowa. Inwestycja ma zostać przeprowadzona do 2025 roku, a jej koszt szacowany jest na około 210 mln zł. W ramach inwestycji powstanie m.in. budynek administracyjny z zieloną elewacją, zielonymi dachami i tarasami, w którego podziemiach znajdą się mediateka, galerie, sale bankietowe i restauracja. Zachowana zostanie dotychczasowa, charakterystyczna bryła obiektu, a nowa przestrzeń filharmonii powstanie pod ziemią.

## Budynek filharmonii

### Historia
Budynek Filharmonii Pomorskiej wzniesiono w stylu narodowym, obowiązującym w latach 40. i 50. XX w., będącym kompilacją funkcjonalizmu, klasycyzmu, renesansu, baroku i rokoka. W architekturze zewnętrznej ujawnia się zwłaszcza klasycyzm, którego powaga i umiar miały obrazować społeczną doniosłość instytucji. Pomysłodawcą i skutecznym realizatorem budynku był dyrektor filharmonii Andrzej Szwalbe. 24 marca 1953 roku Prezydium Wojewódzkiej Rady Narodowej w porozumieniu z Centralnym Zarządem Oper, Filharmonii i Instytucji Muzycznych w Warszawie podjęło uchwałę w sprawie budowy gmachu. Wstępne założenia urbanistyczne przygotował zespół pod kierunkiem inż. arch. Jana Kossowskiego. Spośród możliwych lokalizacji wymieniano: park Ludowy, park Jana Kochanowskiego, plac Kopernika, skwer Leszka Białego. Ostatecznie wybrano teren byłych kortów tenisowych przy ul. Słowackiego. Spośród jednostek biorących udział w konkursie na projekt budynku (2 zespoły z Warszawy, 2 zespoły z Bydgoszczy, jeden z Gdańska) wygrał Miastoprojekt Bydgoszcz. Jury przewodniczył prof. Piotr Biegański, współtwórca odbudowy Starego i Nowego Miasta w Warszawie. Wybrany do realizacji projekt przypominał kostiumem zewnętrznym odbudowywaną w stolicy Filharmonię Narodową. Na czele zespołu architektów stanął arch. Stefan Klajbor, konstruktorem został inż. arch. Bogdan Piestrzyński, a akustykę wnętrza zaprojektował Witold Straszewicz z Politechniki Warszawskiej.
Prace budowlane rozpoczęto się w lutym 1954 roku. Kierownikiem budowy był inż. Zbigniew Arciszewski, absolwent Politechniki Gdańskiej. Oprócz zawodowych ekip budowlanych, w pracach brali udział społecznie kolejarze i harcerze. Budowa była finansowana ze Społecznego Funduszu Odbudowy Stolicy, na który masowo wpłacali pieniądze ówcześni bydgoszczanie. Dwukrotnie plac budowy w Bydgoszczy odwiedzała delegacja radzieckich budowniczych Pałacu Kultury i Nauki w Warszawie (wrzesień 1954, styczeń 1955). Budynek wzniesiono i wykończono całkowicie z polskich materiałów budowlanych, przy pomocy polskiej myśli technicznej i siły roboczej. Wystrój wnętrza zaprojektował zespół plastyków toruńskich (Józef Kotlarczyk, Józef Kozłowski, Zdzisław Kulikowski, Stefan Narębski). Boazerie przygotowały Bydgoskie Fabryki Mebli, balustrady – Kuźnia Artystyczna z Gdańska, żyrandole – huta szkła w Szklarskiej Porębie W trakcie realizacji zrezygnowano natomiast z dekoracyjnych fryzów i z rzeźb.
Szczególną uwagę przyłożono do prac nad akustyką sali koncertowej. Wnętrze głównej sali otrzymało amfiteatralne nachylenie. Nad estradą umieszczono reflektory akustyczne, na tylnej ścianie pryzmy, a cale wnętrze wyłożono boazerią celem uzyskania wyrównanego czasu pogłosu w całym zakresie częstotliwości. Uzyskane efekty akustyczne sali zadziwiły nawet fachowców. W liście do ówczesnego Ministra Spraw Zagranicznych Adama Rapackiego Andrzej Szwalbe wyraził się na ten temat następująco: „Akustykę zdołaliśmy osiągnąć naprawdę doskonalą. Nie powstydzimy się jej przed Wschodem ani Zachodem [...]”. Gmach oddano do użytku w stanie surowym jeszcze w 1955 r., a prace wykończeniowe ukończono jesienią 1958 roku. 15 listopada tego roku odbył się koncert inauguracyjny z udziałem Orkiestry Symfonicznej Filharmonii Pomorskiej.

### Architektura
Budynek posiada wymiary 35 × 45 m i wysokość 18 m. Pięcioosiowa elewacja frontowa posadowiona jest na cokole. W części centralnej przez dwie kondygnacje przechodzi zdwojona kolumnada, połączona w dolnej części odcinkami tralkowej balustrady. Elewacje zwieńczone są gzymsem, nad którym znajduje się attyka z ażurowymi ściankami. Przy wszystkich elewacjach występują tarasy ze schodami. We wnętrzu znalazły się dwie sale koncertowe – główna im. Artura Rubinsteina z 924 miejscami (obecnie 880) i kameralna im. Mikołaja Zieleńskiego ze 195 miejscami (obecnie 150). Główna sala koncertowa obejmuje przestrzeń wysokości dwóch kondygnacji. Jeszcze w latach 50. XX w. połączono ją bezpośrednio z bydgoską Rozgłośnią Polskiego Radia; można z niej przekazywać nagrania zarówno kameralne, jak też koncerty wielkiej orkiestry symfonicznej wraz z chórem, w liczbie około 300 osób. Przed elewacją frontową i tylną ustawiono rzeźby: Fryderyka Chopina, Ignacego Jana Paderewskiego, Henryka Wieniawskiego i Karola Szymanowskiego.

### Akustyka
Główna sala koncertowa Filharmonii Pomorskiej zaliczana jest pod względem akustycznym do najlepszych w Europie, co potwierdzają opinie znanych twórców i krytyków muzycznych. W sali koncertowej głębię estrady zajmują 47-rejestrowe organy mechaniczne produkcji Riger-Kloss z Krnova (Czechy). W sali kameralnej znajdują się 12-głosowe organy barokowe wykonane przez zakład Stefana Truszczyńskiego z Włocławka. Bogata jest także kolekcja koncertowych instrumentów klawiszowych – fortepianów i klawesynów.
Z uwagi na doskonałą akustykę, Filharmonia Pomorska cieszy się zainteresowaniem wielu znanych artystów. Wielokrotnie Filharmonia Pomorska była miejscem nagrań profesjonalnych wydawnictw muzycznych, które zdobywały cenne nagrody. Zrealizowano tutaj pierwszą w Polsce pokrytą 24-karatowym złotem płytę audiofilską.

### Wnętrza
Filharmonia Pomorska posiada duże zbiory dzieł sztuki, które są wystawione na korytarzach oraz w foyer. Wśród eksponowanych zbiorów znajdują się trzy grupy: rzeźba, malarstwo i grafika oraz tkanina artystyczna.
Galeria Portretu Kompozytorskiego stanowi przegląd współczesnej twórczości rzeźbiarskiej. Znajdują się tu prace takich autorów jak: Adam Myjak, Jan Kucz, Kazimierz Gustaw Zemła, Barbara Zbrożyna, Marian Konieczny, Alfons Karny, Ryszard Wojciechowski, Michał Kubiak. Wśród sportretowanych artystów znajdują się m.in. Fryderyk Chopin, Ignacy Jan Paderewski, Mieczysław Karłowicz, Karol Szymanowski, Ludomir Różycki, Józef Koffler, Artur Malawski, Bolesław Szabelski, Witold Małcużyński, Wojciech Kilar, Henryk Mikołaj Górecki, Artur Rubinstein, Tadeusz Baird, Stefan Kisielewski, Krzysztof Penderecki, Witold Lutosławski. W bocznych foyer na I piętrze Filharmonii znajdują się obrazy i grafika współczesnych polskich autorów (Jerzego Nowosielskiego, Zdzisława Beksińskiego, Jana Tarasina, Władysława Hasiora i innych).
Galeria gobelinów wyróżnia FP wśród innych filharmonii w kraju i za granicą. Kolekcja obejmuje około 30 tapiserii tkanych w tradycyjnej manufakturze (Gdańsk, Zakopane), realizowanych według założeń Andrzeja Szwalbe od 1983 do 1992 roku. Przygotowywali je m.in. Mieczysław Olszewski, Kiejstut Bereźnicki, Kazimierz Ostrowski, Jerzy Zabłocki, Tadeusz Brzozowski, Kazimierz Śramkiewicz. Kolekcja tworzy 5 cykli tematycznych: Koncert Polski (I, zdobi foyer główne i przedstawia historyczne aspekty dziejów Polski), Harmonia Sfer i Mare Nostrum (II), Rośliny i Zwierzęta (III), Koncert Zapustny (IV), Groteski (V). Pierwsze tapiserie o wymiarach 4 × 2,5 m, zaprojektowane przez gdańskich artystów, zawisły na ścianach foyer w 1983 r. Część kolekcji ozdabiała polski pawilon podczas wystawy Expo 1992 w Sewilii.

### Kolekcje
Kolekcja fortepianów Filharmonii Pomorskiej obejmuje 54 instrumenty. Są to zabytkowe fortepiany, głównie z XIX wieku, pianina, klawikord, pianola i harmonikord, pochodzące z Paryża, Berlina, Lipska, Petersburga, Londynu, Wiednia, Kolonii, Rygi, Stuttgartu, a także Warszawy, Krakowa, Gdańska, Wrocławia, Kalisza i Bydgoszczy. Zakupy tych instrumentów rozpoczęto już w 1970 r., za sprawą dyrektora Andrzeja Szwalbe. Pierwszym instrumentem był fortepian skrzydłowy, wyprodukowany około 1875 r. w firmie Gebauhr w Królewcu. Dziesięć fortepianów zakupiono w 1978 r., a kolejnych 20 w latach 1980–1983. Najstarszym eksponatem jest stołowy fortepian dziecięcy, wyprodukowany przez zakład Nurnberga Amberberga w Wiedniu około 1800 r. W kolekcji znajduje się również instrument z 1890 r., który społeczeństwo podarowało kompozytorowi Zygmuntowi Noskowskiemu. Do eksponatów należą m.in.: paryski harmonikord, angielska pianola, fortepiany stołowe o wyglądzie skrzyni oraz pięciopedałowy fortepian posiadający rejestr janczarski (bęben i dzwonki). Do 1985 r. część eksponatów wystawiana była na terenie Filharmonii Pomorskiej. Następnie fortepiany przewieziono do sali balowej pałacu w Ostromecku, jednak z powodu remontu pałacu składowano je w magazynach. W 1999 r. przygotowano niezrealizowaną dotąd koncepcję ekspozycji zbiorów w muzeum instrumentów muzycznych w Bydgoszczy.
Kolekcja klawesynów powstała w 1976 r. z inicjatywy dyrektora Andrzeja Szwalbe. Inspiracją dla stworzenia kolekcji była działalność zespołu Capella Bydgostiensis, który specjalizował się w grze na instrumentach muzyki dawnej. Początkowo sprowadzono z USA cztery klawesyny, będące kopiami instrumentów historycznych: francuskich i flamandzkich z XVI–XVIII wieku. Były to pierwsze w Polsce w latach 70. klawesyny w takiej liczbie i różnorodności zgromadzone w jednym miejscu. W latach 80. na instrumentach tych grywali klawesyniści z całej Polski, dokumentując swe nagrania m.in. w Polskim Radiu. Później w ślady Filharmonii Pomorskiej poszły inne placówki muzyczne w kraju. Bydgoska kolekcja zapoczątkowała nową erę wykonawczej praktyki klawesynowej w Polsce.

## Zespoły
Filharmonia posiada dwa etatowe zespoły artystyczne: Orkiestrę Symfoniczną i zespół kameralny Capella Bydgostiensis. W przeszłości działał w instytucji Zespół Madrygalistów jako integralna część Capelli Bydgostiensis oraz chór „Arion”, który spełniał ważną rolę artystyczną w wykonywaniu dzieł oratoryjnych i kantatowych. Zespoły FP poza własną siedzibą uprawiały również regularną działalność koncertową w zabytkowych wnętrzach sakralnych i pałacowych regionu kujawsko-pomorskiego. Począwszy od 1963 r. organizowano koncerty w rotundzie pałacu w Lubostroniu, w latach 70. w kościele pocysterskim w Koronowie, a także w kościołach Chełmży, Torunia, Grudziądzu i innych miejscowości.

### Orkiestra Symfoniczna Filharmonii Pomorskiej
Orkiestra Symfoniczna Filharmonii Pomorskiej powstała w 1946 roku i wywodzi się z Miejskiej Orkiestry Symfonicznej (zał. 1936). W skład orkiestry wchodzi blisko 100 osób. Szefem orkiestry i głównym dyrygentem jest Tadeusz Wojciechowski, a drugim dyrygentem – Eugene Tzigane.

### Orkiestra Kameralna Capella Bydgostiensis
Orkiestra Kameralna Capella Bydgostiensis powstała w 1962 jest jednym z najstarszych zespołów grających muzykę dawną, na instrumentach z danej epoki, lub na wiernych kopiach. Repertuar Capelli Bydgostiensis jest bardzo różnorodny – od muzyki średniowiecza do awangardy współczesnej.
Obie orkiestry mają bardzo duży dorobek artystyczny w tym wiele nagrań i tournée zagranicznych. Niejednokrotnie orkiestry brały udział w światowych prapremierach dzieł takich kompozytorów jak: Henryk Mikołaj Górecki, Wojciech Kilar, Bogusław Schaeffer, Romuald Twardowski, czy Zbigniew Penherski.

### Tournee zespołów Filharmonii Pomorskiej
Zespoły Filharmonii Pomorskiej już od początku lat 60. udawały się z gościnnymi występami po kraju i za granicę. Występy te były znaczące dla ich poziomu artystycznego i prestiżu. Pierwszym gościnnym występem orkiestry FP pod dyrekcją Zbigniewa Chwedczuka, był koncert w Filharmonii Narodowej w Warszawie 13 stycznia 1961 r. Na przestrzeni lat bydgoskie zespoły Filharmonii Pomorskiej: Orkiestra Symfoniczna i Capella Bydgostiensis często gościły na estradach Filharmonii Narodowej, a także odbywały tournée po Europie, głównie w byłych krajach socjalistycznych (1961, 1967, 1971, 1972, 1973, 1977). Bydgoscy symfonicy mieli również występy w Berlinie Zachodnim (1976, 1979), we Włoszech (1968, 1969), Hiszpanii (1978), Danii (1981), Francji (1981, 1984, 1985), Belgii i Holandii (1984, 1985) i innych. W latach 90. miały miejsce tournée w Niemczech, Francji, a także w USA. Reprezentacyjnym zespołem zagranicznym FP była przez wiele lat Capella Bydgostiensis, która wraz z Zespołem Madrygalistów koncertowała na zagranicznych festiwalach, odbywała wielokrotnie tournée po krajach Europy, organizowane przez Polską Agencję Artystyczną PAGART.

## Działalność artystyczna
Działalność artystyczna Filharmonii Pomorskiej, uznawana od lat za kulturotwórczą, plasuje instytucję w gronie najlepszych filharmonii w kraju. Wzbogacały ją przedsięwzięcia pozamuzyczne w dziedzinie: plastyki, nauki, twórczości, programowania kultury. Mozaikę działań artystycznych tworzą: koncerty symfoniczne i kameralne, recitale, audycje muzyczne dla szkół, festiwale muzyczne i kongresy naukowe, nagrania płytowe, filmy muzyczne oraz inspirowanie współczesnych kompozytorów.

### Prawykonania
W dorobku artystycznym Orkiestry Symfonicznej Filharmonii Pomorskiej, chóru „Arion” i zespołów kameralnych Capelli Bydgostiensis znajduje się około 100 prawykonań, przede wszystkim muzyki polskiej, ale także obcej. Są to kompozycje symfoniczne, kameralne, koncerty na instrumenty solowe i głosy oraz kompozycje wokalno-instrumentalne.
Filharmonia była inicjatorem powstania około 50 kompozycji na zamówienie dla jej zespołów, prezentowanych w Bydgoszczy podczas Festiwali Muzyki Polskiej lub Musica Antiqua Europae Orientalis. Niektórzy z twórców dedykowali specjalne utwory muzykom, np. z okazji jubileuszy Filharmonii Pomorskiej. Na estradach wykonywano także utwory bydgoskiego środowiska kompozytorskiego, m.in.: Floriana Dąbrowskiego („Mała uwertura krakowska” – 1948, „Odejście Fryderyka” – 1949, „Suita symfoniczna” – 1951), Konrada Pałubickiego („Witraże”, „Koncert fletowy”, „Muzyka na głos i orkiestrę”, „Concertina na fortepian”, „Koncert skrzypcowy”), Jana Wieczorka („Kapriola” – 1969), Franciszka Woźniaka, Mariana Gordiejuka. Jednym z pierwszych prawykonań był „Koncert fortepianowy” Kazimierza Serockiego, zaprezentowany na koncercie Pomorskiej Orkiestry Symfonicznej, w Pomorskim Domu Sztuki, pod dyrekcją Arnolda Rezlera 13 marca 1947 r.
W działalności Filharmonii Pomorskiej znajdują się prawykonania utworów m.in.: Witolda Rudzińskiego, Tadeusza Machla (koncert klawesynowy – 1964, „Uwertura uroczysta” – 1971), Romualda Twardowskiego („Mała liturgia prawosławna”, „Oda do młodości” – 1969, „Trzy sonety pożegnalne” – 1971), Tadeusza Paciorkiewicza, Joanny Bruzdowicz, Kazimierza Wiłkomirskiego, Zbigniewa Bargielskiego („W kręgu” – 1970), Romana Palestra („Wisła” – 1956), Wojciecha Kilara („Siwa mgła” – 1979), Marka Stachowskiego, Bogusława Schaeffera, Henryka Mikołaja Góreckiego („Miserere” – 1987), Bolesława Woytowicza („Kantata na pochwałę pracy” – 1950), Petera Machajdíka („Koncert na dwa bajany i orkiestrę – “Pamięci Tych, którzy przyczynili się do zniesienia żelaznej kurtyny”” – 2009).

### Imprezy muzyczne
Jedną z misji Filharmonii Pomorskiej jest umuzykalnianie dzieci i młodzieży. Każdego roku odbywa się ok. 1300 audycji i koncertów skierowanych do młodych odbiorców. Należą do nich m.in. cykle koncertów:
- „Akademia WioliMisia” skierowany do dzieci od 3 do 6 roku życia;
- „Od brzuszka do uszka maluszka” (od 2008 r.) dedykowane kobietom w ciąży, niemowlętom i małym dzieciom do 1 roku życia

Prowadzone są również poranki muzyczne dla seniorów. Z okazji rocznic ważnych wydarzeń muzycznych odbyło się wiele koncertów, m.in. upamiętniających 150 rocznicę śmierci Fryderyka Chopina (1999), a w roku 2001, ogłoszonym rokiem I.J.Paderewskiego odbyło się szereg koncertów i innych imprez z udziałem najlepszych muzyków z kraju i zagranicy.

### Festiwale i konkursy
Filharmonia Pomorska jest głównym organizatorem Bydgoskich Festiwali Muzycznych (od 1963 roku), oraz Międzynarodowych Festiwali Musica Antiqua Europae Orientalis (od 1966do 2014 roku, co 3 lata). Oba Festiwale połączone są kongresami muzykologicznymi i slawistycznymi. Festiwale skupiają wielu artystów i naukowców z wielu zagranicznych ośrodków uniwersyteckich. Misją festiwalu Musica Antiqua Europae Orientalis jest przedstawianie korzeni kulturowych Europy i jest to jedna z większych tego typu imprez na świecie.
Filharmonia uczestniczy również w organizacji Międzynarodowych Konkursów Pianistycznych im. Ignacego Jana Paderewskiego (pierwsza edycja odbyła się w 1961 r. w Filharmonii Pomorskiej, głównym organizatorem od 1994 r. jest Towarzystwo Muzyczne im. I.J. Paderewskiego w Bydgoszczy) oraz Międzynarodowych Konkursów Młodych Pianistów Arthur Rubinstein in memoriam (zał. 1993, główny organizator Zespół Szkół Muzycznych w Bydgoszczy). Festiwal ten jest w założeniu „preludium” do Konkursów Chopinowskich odbywających się co pięć lat w Warszawie.

## Działalność naukowa
Filharmonia Pomorska jest jedną z niewielu tego typu placówek muzycznych w kraju, który posiada znaczący dorobek naukowy. Wizytówką FP od 1966 r. są kongresy muzykologów z całego świata towarzyszące festiwalom Musica Antiqua Europae Orientalis. Ich dorobkiem jest kilkanaście ksiąg Acta Scientifica oraz seria wydawnicza Monumenta MAEO, promujące w świecie polską muzykę i kulturę. Przy FP od lat 60. działała Stacja Naukowo-Badawcza Instytutu Muzykologii Uniwersytetu Warszawskiego. W latach 1981–1983 nakładem Filharmonii Pomorskiej ukazał się cykl publikacji pod nazwą Z dziejów sztuki i muzyki polskiej na Pomorzu. Wydano m.in. prace: O sztuce polskiej na Pomorzu i Kujawach (Józef Poklewski i Michał Woźniak), o tradycjach muzycznych tych ziem (Jadwiga Kotlarska) oraz Kultura muzyczna Polski Północnej w czasie zaborów i w okresie międzywojennym (Leon Witkowski).